# Casa del Virrey (Cartago)
La Casa del Virrey de Cartago es una joya arquitectónica de la época colonial, y única en su género en Cartago. Debe su nombre, según la tradición popular a que se construyó para recibir al Virrey José Manuel de Ezpeleta. Es importante anotar que hasta la presente, no se ha encontrado ningún documento que constate que la visita del Virrey se realizó.
En esa construcción funcionan actualmente, el Conservatorio de Música Pedro Morales Pino, institución patrimonial que existe desde 1954, y el Centro de Historia “Luis Alfonso Delgado”, que contiene el  Archivo Histórico de Cartago, en donde reposan documentos de 400 años de antigüedad, y además contiene memoria escrita de la ciudad, desde 1612. El dueño de esta edificación, es el municipio de Cartago.

## Ubicación
Casa del Virrey, también conocida antiguamente como Casa de Marisancena o Casa de la Cadena, se encuentra ubicada en la Calle 13 4-29 y 4-53.
Planos y vistas satelitales.4°44′59.4″N 75°54′53.0″O / 4.749833, -75.914722

## Museo Casa del Virrey
El Museo Casa del Virrey,  es una entidad interesada en rescatar el patrimonio cultural de la ciudad, a través de la conformación para el servicio turístico.
En la Casa del Virrey, además de la misma arquitectura colonial de ella, del Conservatorio de Música y del Archivo Histórico de Cartago; se pueden apreciar distintas colecciones, como fotografías antiguas de Cartago, donde se exhiben la historia visual de la ciudad con diferentes  sitios y personajes más representativos de finales del siglo XIX hasta mediados del siglo XX;  además, se pueden observar dentro del recinto algunas Cartillas “Alegría de Leer” del pedagogo cartagüeño, Juan Evangelista Quintana Rentería, y etcétera.
También, se pueden admirar pinturas de personas, como, el Mariscal Jorge Robledo, fundador de Cartago;  el General Pedro Murguéitio, payanés, que participó con el ejército Republicano en las guerras de la Reconquista Española;  de Pedro Morales Pino, músico y compositor; el padre Hernando Botero O`Byrne, quien consiguió los recursos para construir la  Catedral de Nuestra Señora del Carmen; de Luis Alfonso Delgado, político, literato y autor de la letra del “Himno del municipio de Cartago” y otros más.

## Historia de la Casa
Fue construida a finales del siglo XVIII por Sebastián de Marisancena como casa de vivienda familiar. Marisancena fue un criollo español nacido en Cartago, que entre otras, obtuvo licencia mediante Orden Superior del Virrey, para poblar los terrenos heredados de su familia en Piedra de Moler y fundar San Sebastián de la Balsa el 31 de marzo de 1791, cuyo nombre actual es Alcalá.

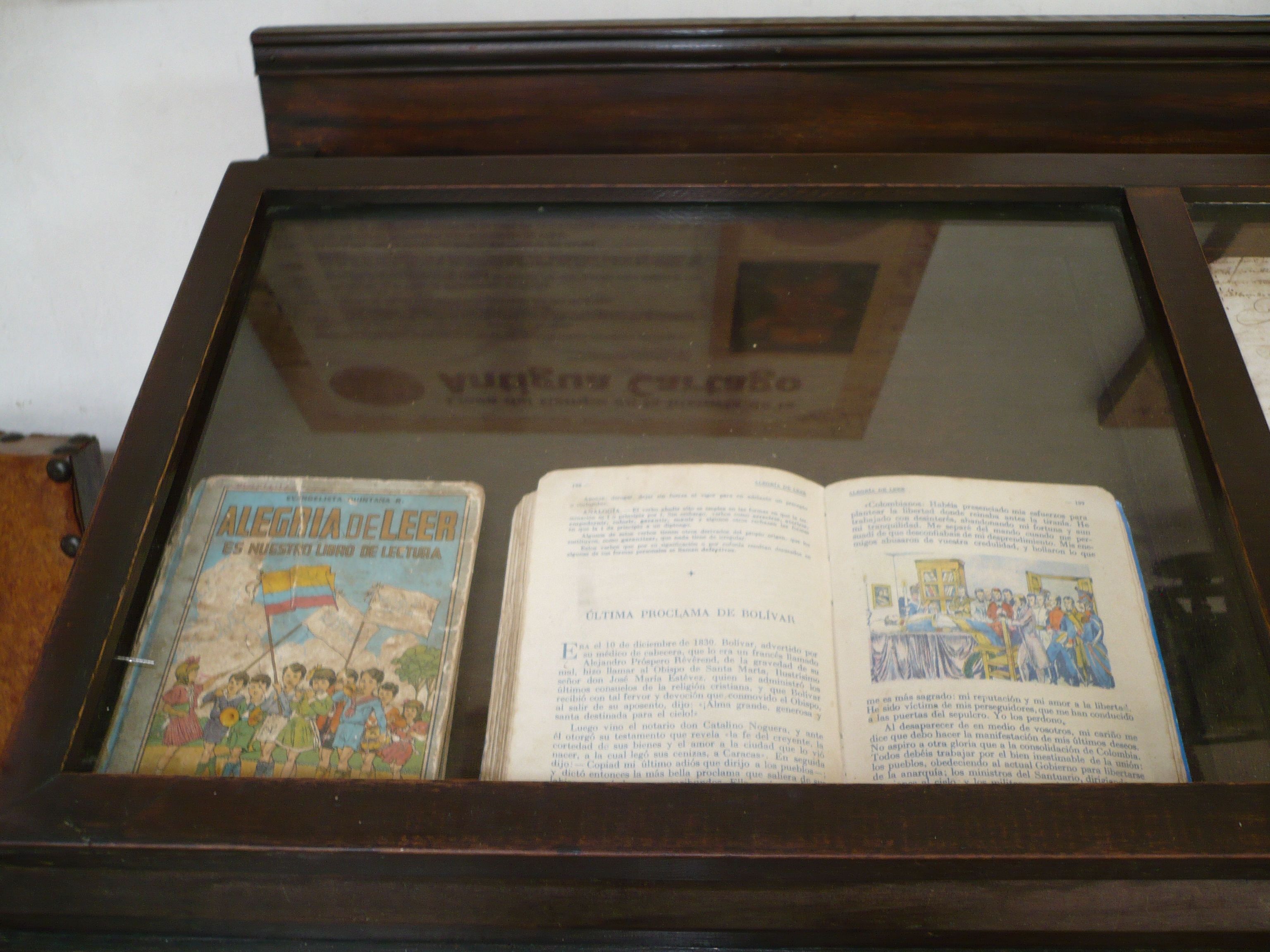
Cartillas: Alegría de Leer, del pedagogo cartagüeño y elaborador Juan Evangelista Quintana Rentería; en el Interior de la Casa del Virrey.

La construcción de la Casa del Virrey, es una reproducción típica de las edificaciones andaluces del Mediterráneo, en el sur de España, y además tiene marcada influencia mudéjar. En el inmueble se destaca el artesonado, también el uso del ladrillo hecho de barro en la región, utilizado a nivel estructural para las bases, para los fustes cilíndricos de las columnas y como elemento decorativo en la fachada. Posee un gran patio central, articulado a su vez con otros dos traspatios, y las paredes maestras se levantaron sin cimientos, con gruesos muros de piedra de cantera.
Por espacio de 150 años, el inmueble permaneció en manos de los herederos de Sebastián de Marisancena, hasta que en 1937, es vendida la parte norte de la vivienda. 
En 1946, mediante sentencia del Juzgado Civil del Circuito se adjudica la parte sur de la casa a Juan Evangelista Quintana Rentería, autor de las Cartillas "La Alegría de Leer". Años después, en 1970, su hija Elba María Quintana Vinasco, según protocolo de la Notaría Primera de Bogotá, vende esa parte a la Corporación Nacional de Turismo.
En 1948, la Asamblea Departamental del departamento de Valle del Cauca por Ordenanza Nº 53, declara la casa de utilidad pública, compra la parte norte y la cede al municipio de Cartago.
En 1995, la Casa del Virrey fue restaurada con dineros de la Nación a través de la Subdirección de Monumentos Nacionales, con la restauración la casa volvió a su estado original, se reabrieron espacios que estaban sellados por muros y en las paredes resplandece el color blanco propio de las casas coloniales españolas.
En 2011, el Ministerio de Comercio, Industria y Turismo, hizo entrega de la parte sur de la Casa del Virrey, propiedad de ese ministerio, al municipio de Cartago. Con este traspaso, el municipio de Cartago, pasó a ser el único propietario de este inmueble y velara por su conservación.

## Galería de imágenes

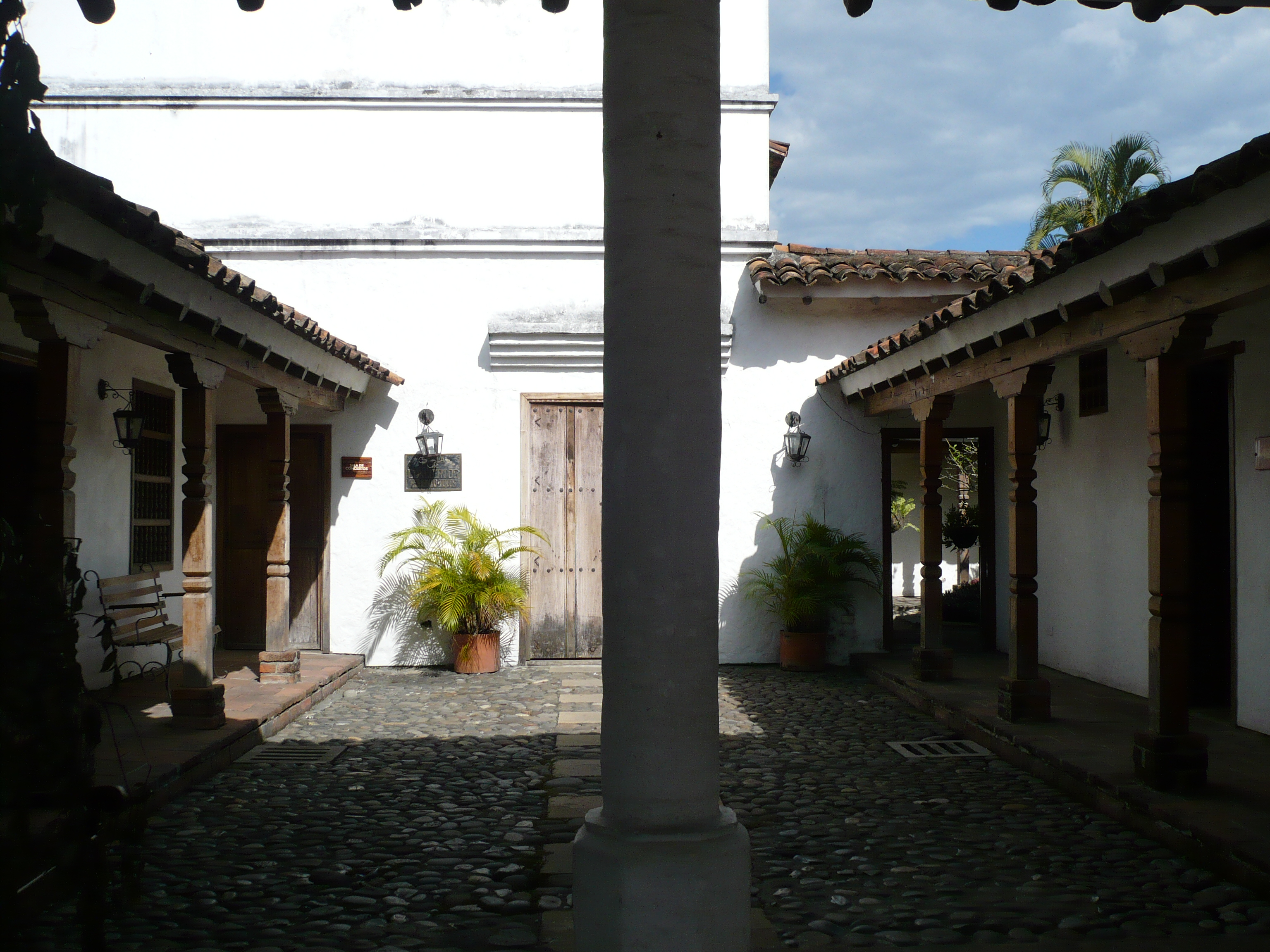
Interior en la Casa del Virrey
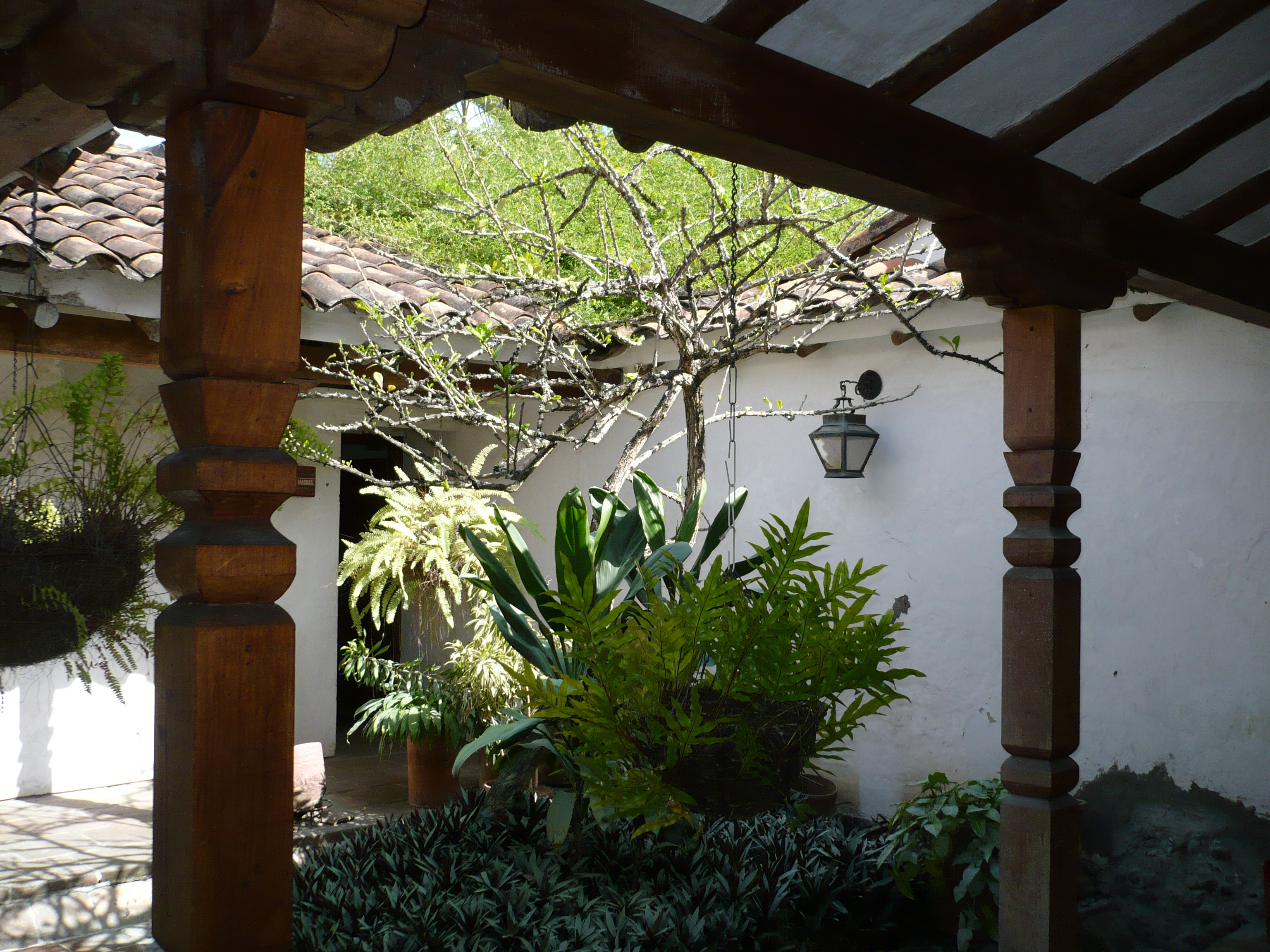
Interior en la Casa del Virrey
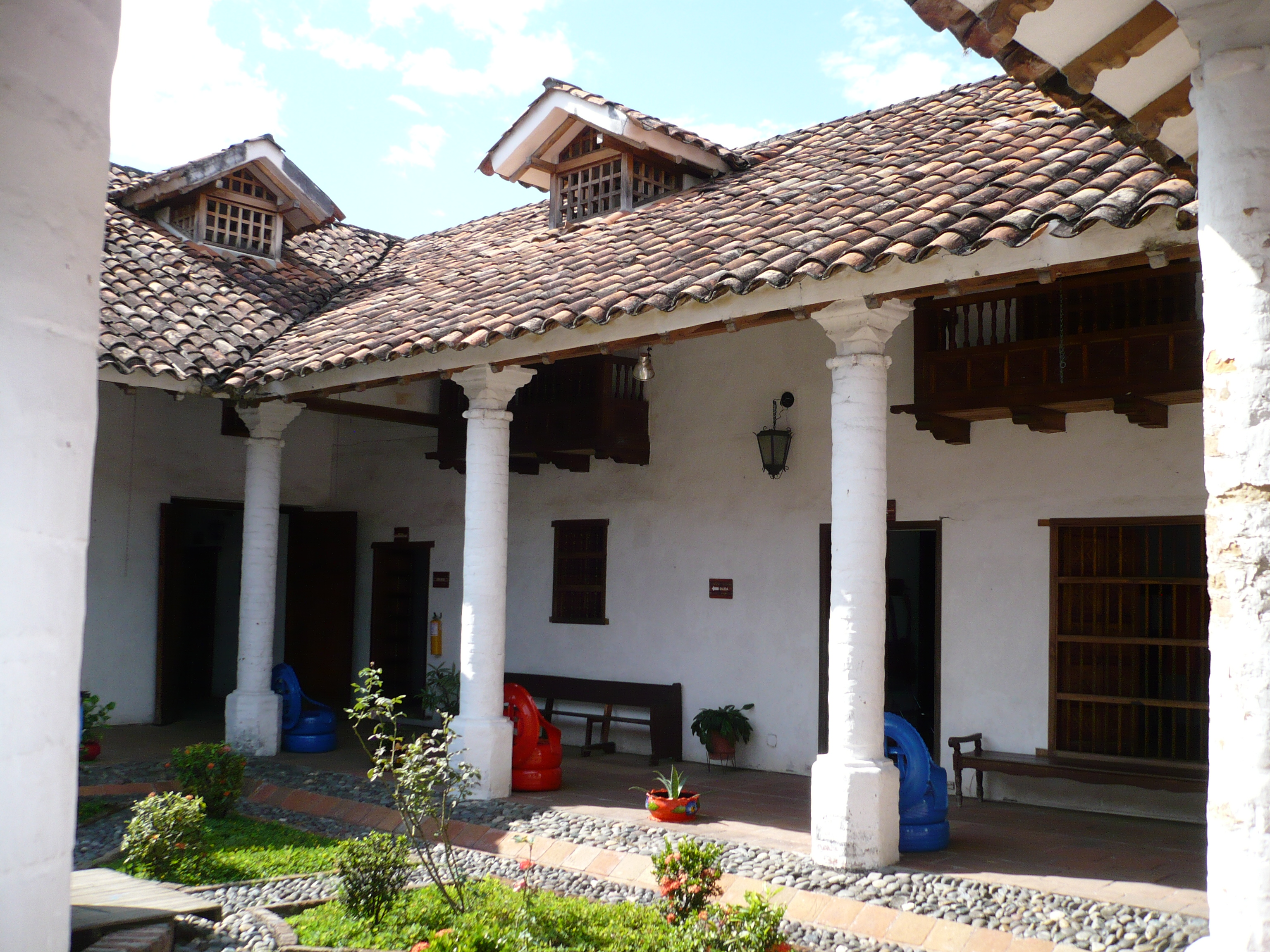
Interior en la Casa del Virrey
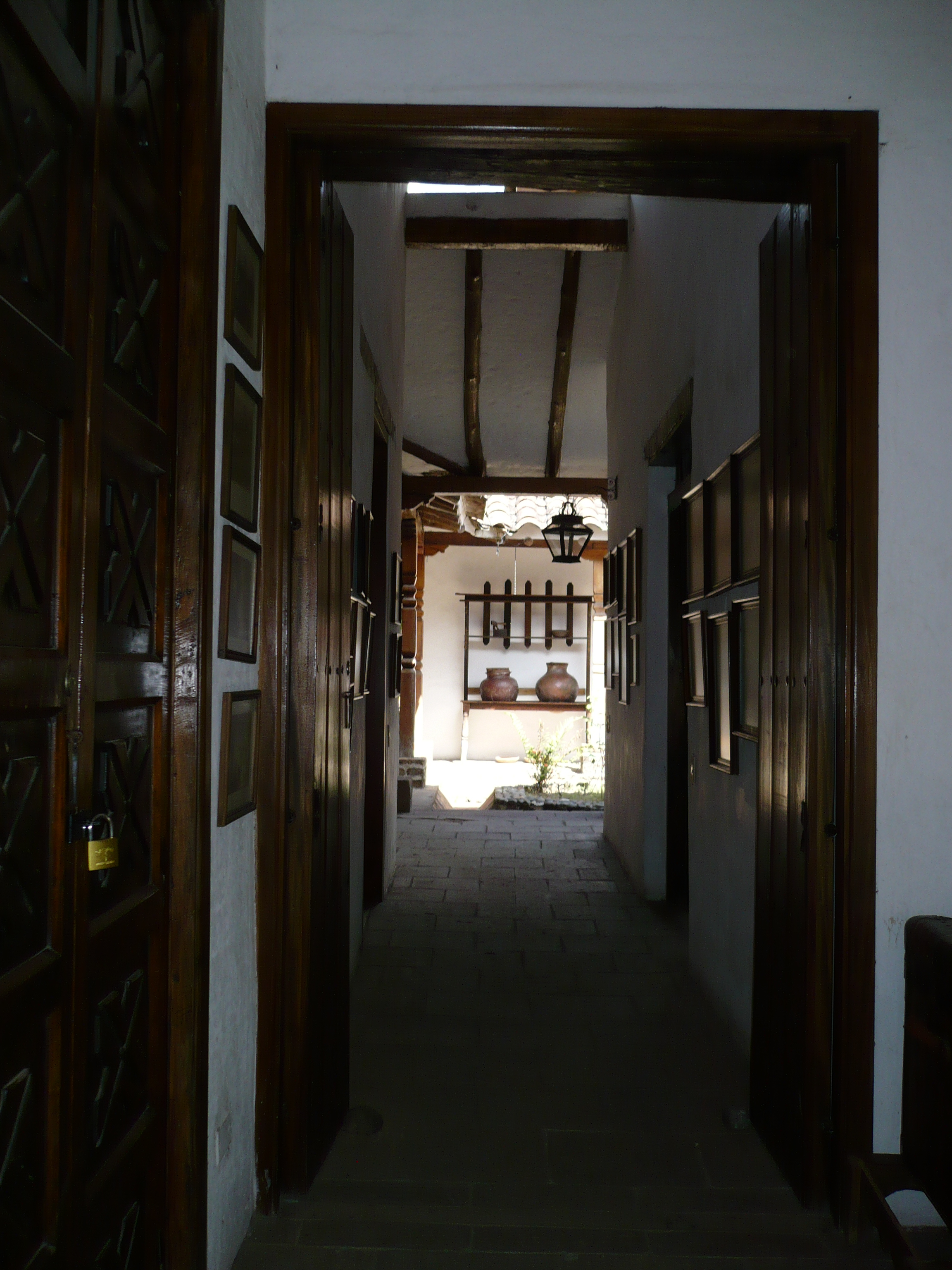
Interior en la Casa del Virrey
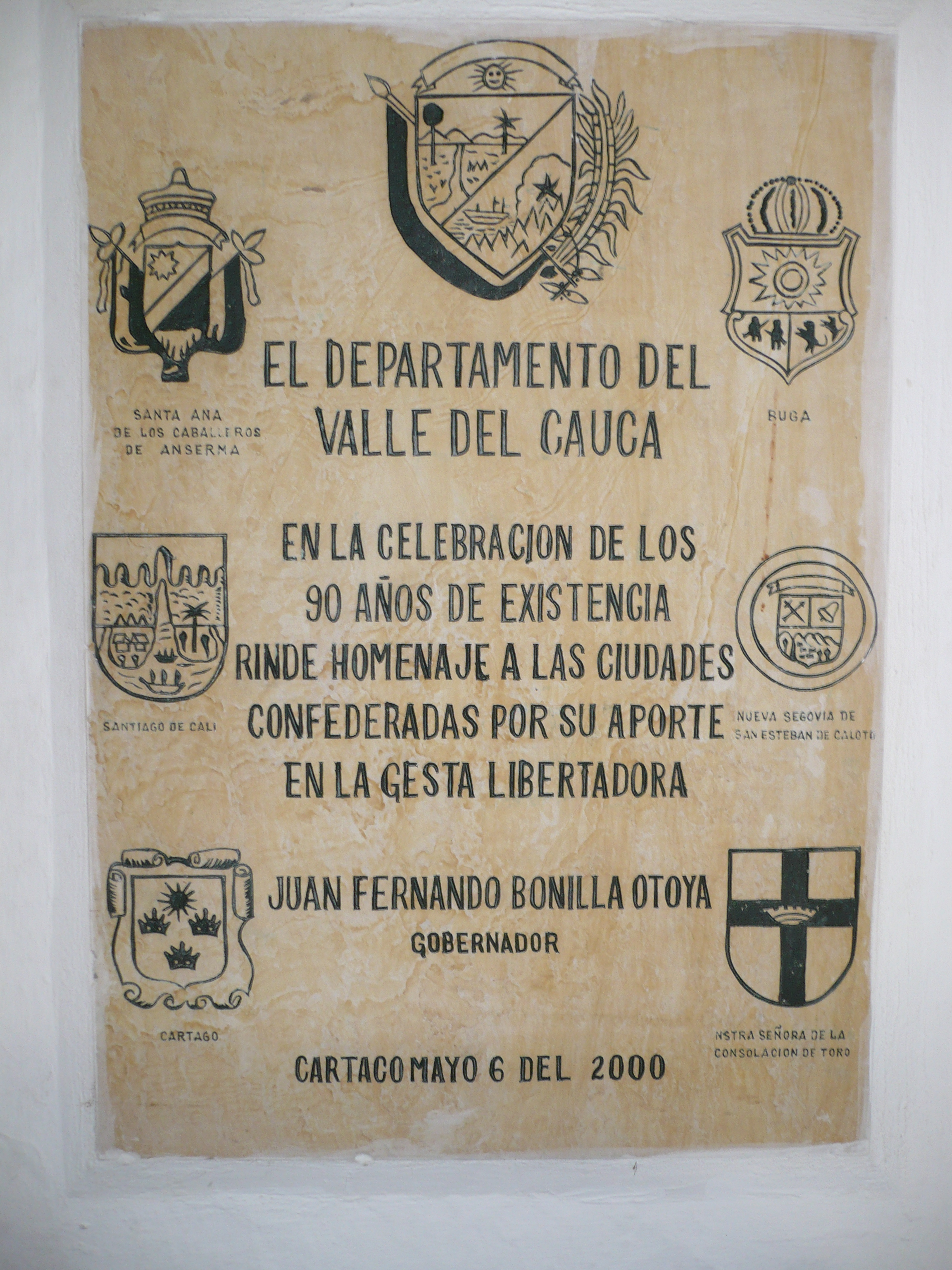
Homenaje a las Ciudades Confederadas del Valle del Cauca
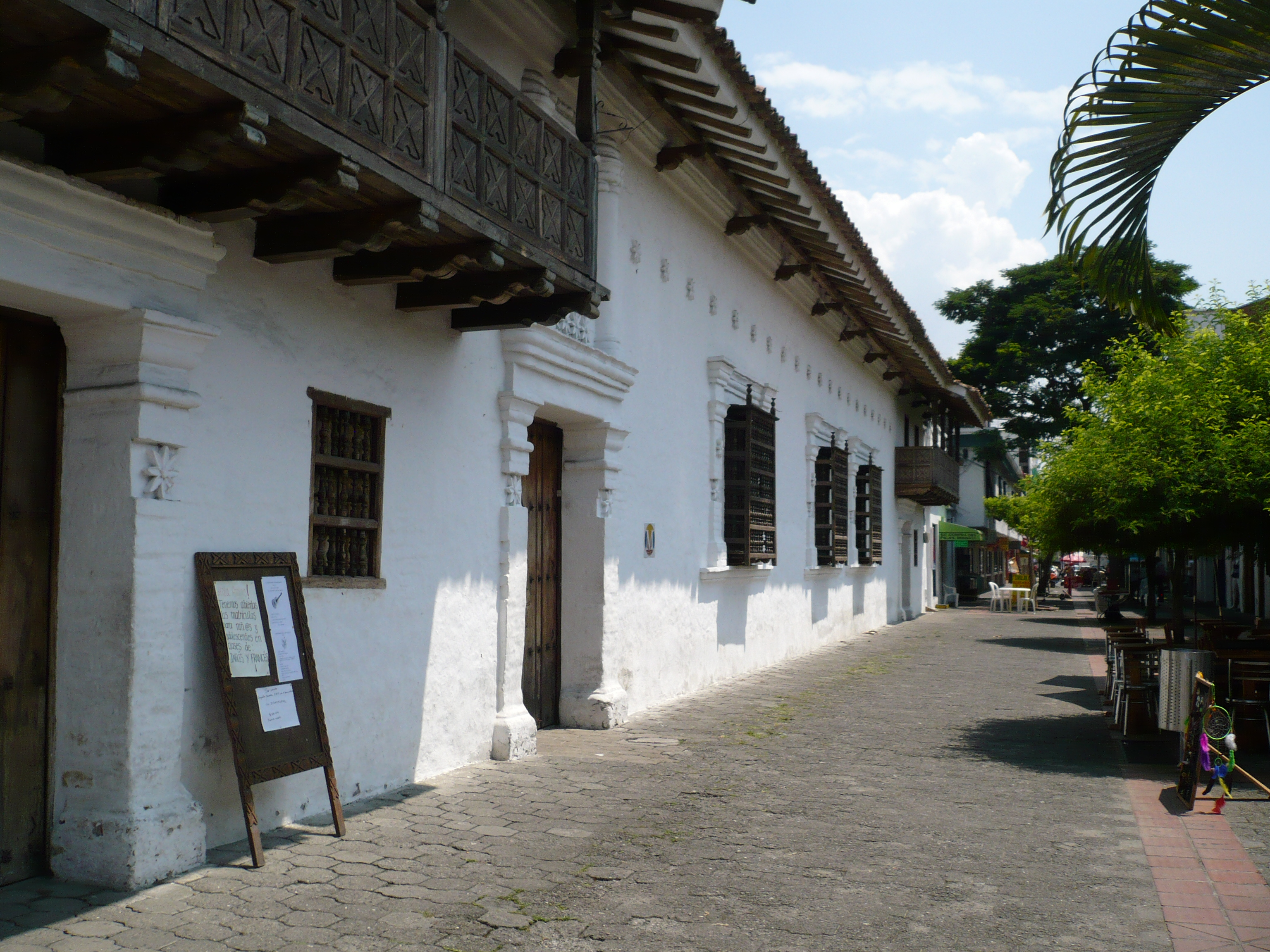
Exterior de la Casa del Virrey
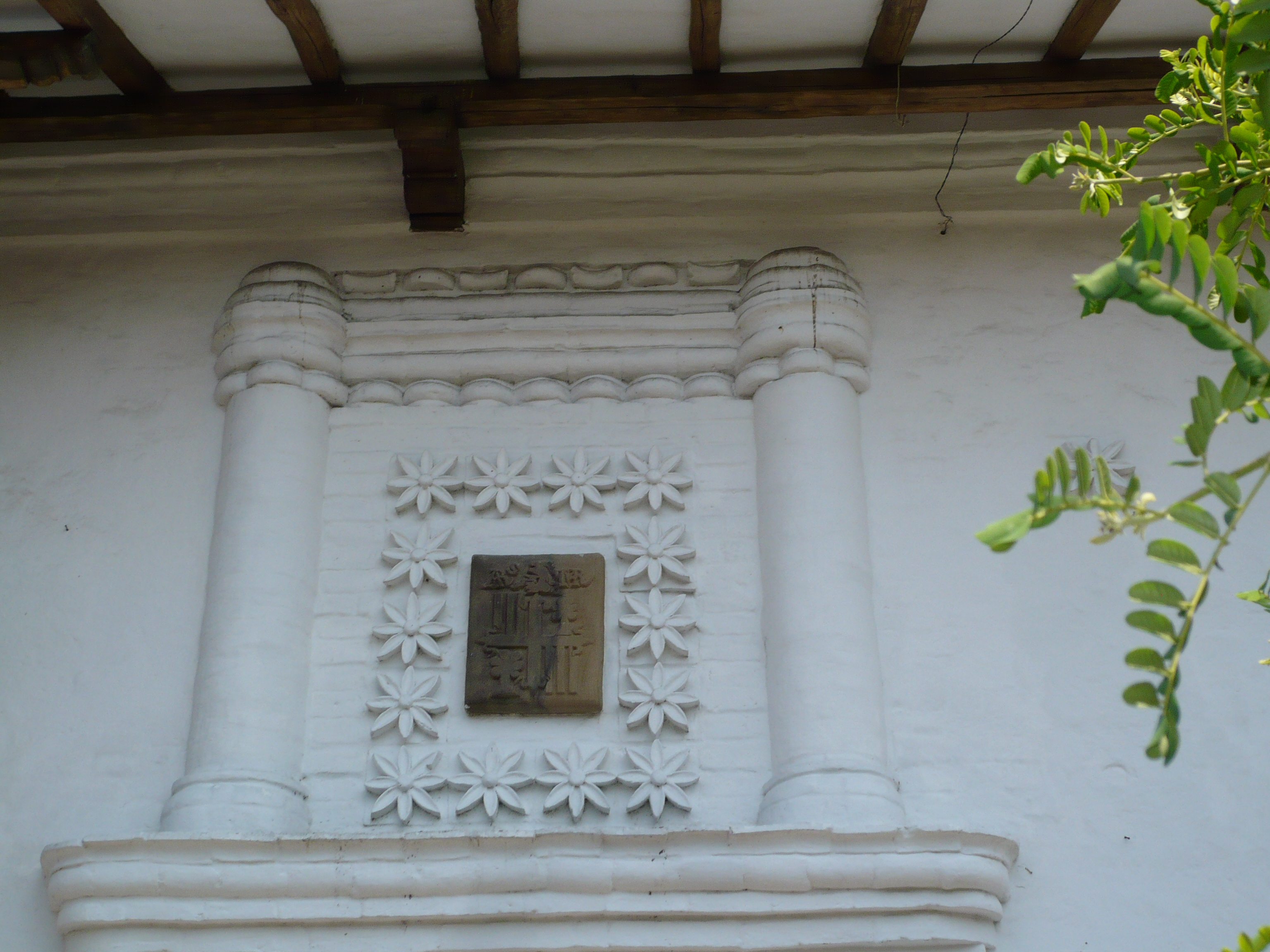
Escudo de la  Casa del Virrey o Escudo de Marisancena